# Temour Mjavia
Temour Mjavia (en géorgien : თემურ მჟავია) est de jure le président du conseil suprême de la République autonome d'Abkhazie (en exil) jusqu'en 2009.